# نوتينغ هيل غيت (محطة مترو أنفاق لندن)
نوتينغ هيل غيت (بالإنجليزية: Notting Hill Gate)‏ هي إحدى محطات مترو أنفاق لندن. تقع على خط ديستريكت وسينترال وسيركيل أفتتحت في المنطقة (Zone) رقم 1 و2 أفتتحت في 1 أكتوبر 1868.

## معرض صور

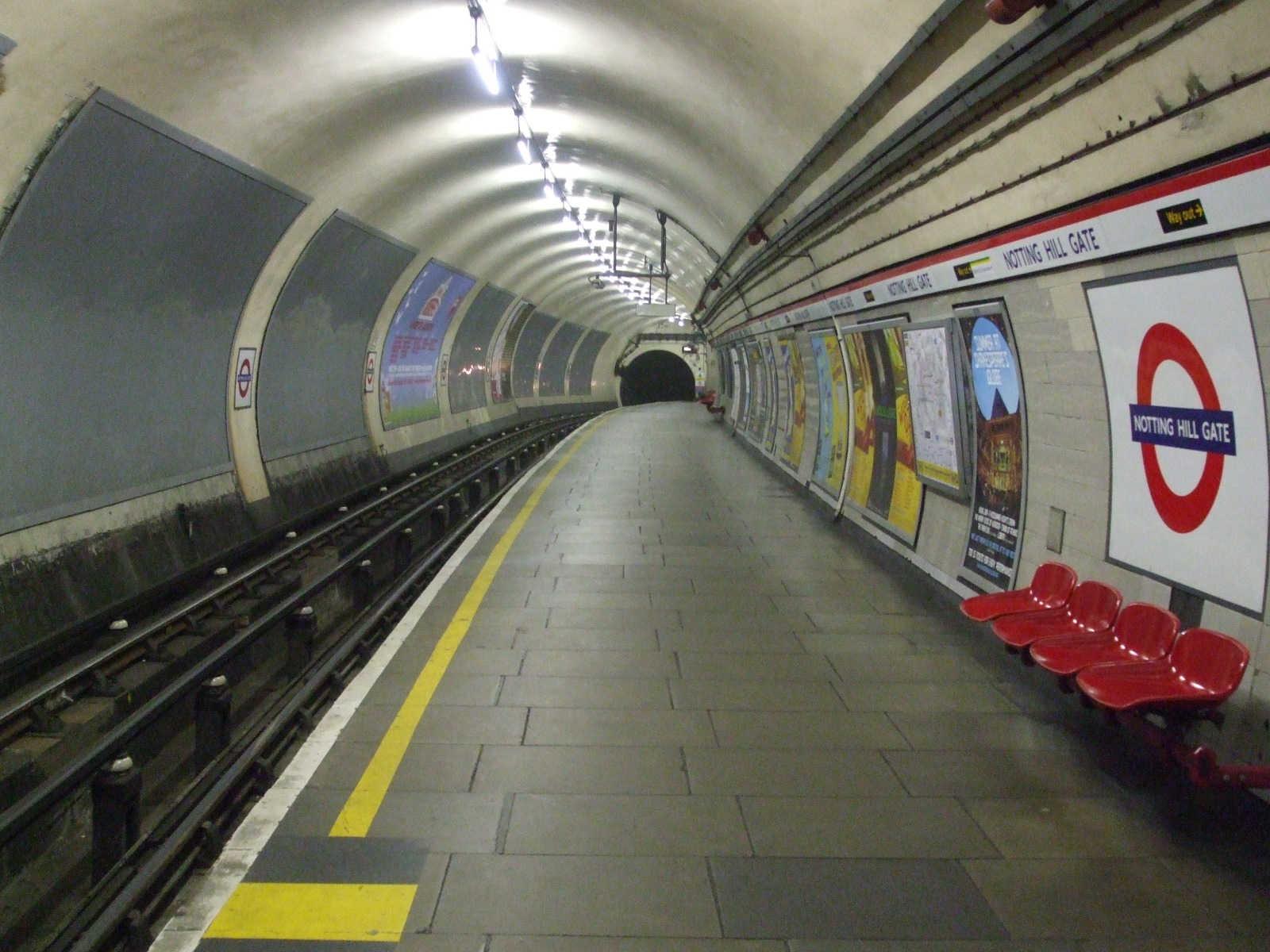
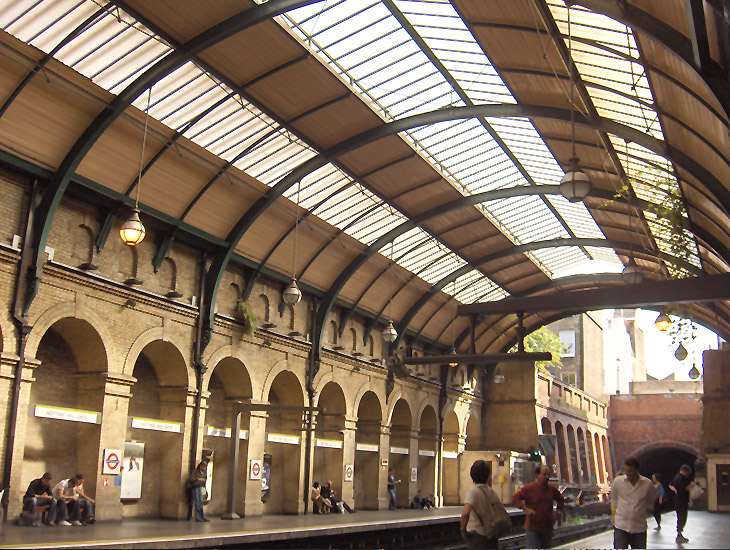
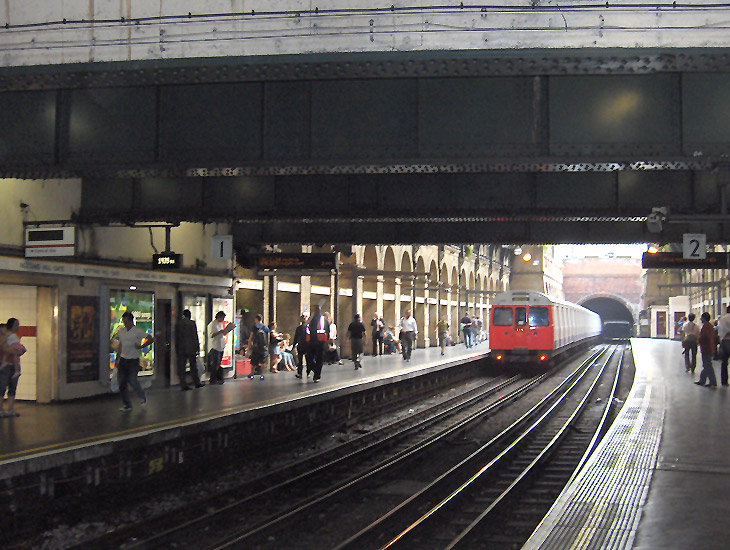
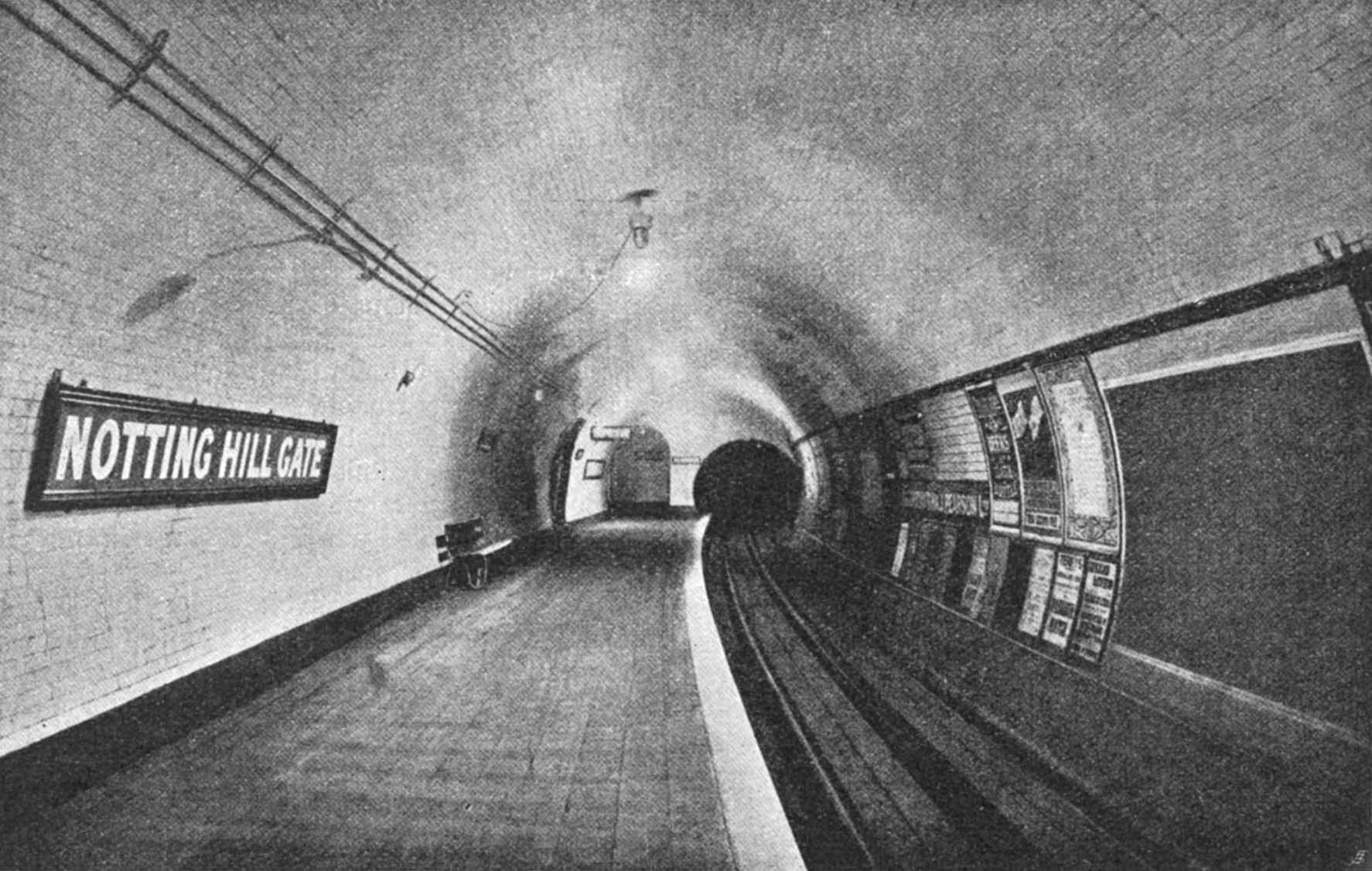